# Station Viaduc-Sainte-Marie
Station Viaduc-Sainte-Marie (Frans: Gare du Viaduc-Sainte-Marie) is een spoorwegstation in de Franse gemeente Les Houches in het departement Haute-Savoie, aan de spoorlijn Saint-Gervais-les-Bains-Le Fayet - Vallorcine (grens).